# Maskūpā
Maskūpā (persiska: مسكوپا) är en ort i Iran.   Den ligger i provinsen Mazandaran, i den norra delen av landet, 180 km öster om huvudstaden Teheran. Maskūpā ligger 870 meter över havet och antalet invånare är 175.
Terrängen runt Maskūpā är huvudsakligen kuperad, men västerut är den bergig. Runt Maskūpā är det ganska tätbefolkat, med 111 invånare per kvadratkilometer. Närmaste större samhälle är Kīāsar, 19,9 km öster om Maskūpā. Trakten runt Maskūpā består till största delen av jordbruksmark.